# تیری لوران
تیری لوران (فرانسوی: Thierry Laurent‎؛ زادهٔ ۱۳ سپتامبر ۱۹۶۶ ‏(۵۸ سال)) دوچرخه‌سوار اهل فرانسه است.